# 伊利甘
伊利甘（英文：Iligan）是菲律宾北棉兰老北拉瑙省的一个高度城市化的工业城市，位于棉兰老岛北部，下辖44个镇。1950年升级为城市，2010年的人口共322,821人。93.61％的居民信仰基督教。辖区内有众多的瀑布。

## 友好城市
- 菲律賓卡加延德奥罗
- 菲律賓马卡蒂
- 菲律賓Dipolog
- 菲律賓武端市